# Näsåker
Näsåker ist eine Ortschaft (tätort) in der schwedischen Provinz Västernorrlands län und der historischen Provinz Ångermanland.
Der Ort Näsåker liegt etwa 40 Kilometer in nordwestlicher Richtung vom Hauptort der Gemeinde Sollefteå entfernt. Der Ort, der etwa 500 Einwohner besitzt, war bis 1970 Zentralort einer eigenen Gemeinde, der Gemeinde Ådals-Liden. Der Bahnhof heißt wie die frühere Gemeinde Ådalsliden (ohne Bindestrich) und liegt an der Bahnstrecke Hoting–Forsmo, wird aber im regulären Personenverkehr nicht mehr bedient. Der Riksväg 90 führt durch den Ort. In der Nähe des Ortes befinden sich etwa 2000 Steinritzungen.